# Matt Davis
Matthew W. Davis (Salt Lake City, Utah, 8 de mayo de 1978), conocido profesionalmente como Matt Davis, es un actor estadounidense. Se lo conoce por sus papeles como Adam Hillman en la comedia dramática de la ABC What About Brian, y Alaric Saltzman en el drama de fantasía de The CW The Vampire Diaries.

## Biografía

### Vida personal
Davis nació en Salt Lake City, Utah. Asistió a la secundaria Woods Cross High School, y la Universidad de Utah.
A mediados de 2016, Matt Davis le propuso matrimonio a su entonces novia Brittany Sharp (Miss Georgia USA 2013) en la Capilla Sixtina de Miguel Ángel en Italia. Sin embargo, rompieron su relación.
Davis se casó con la actriz Kiley Casciano el 23 de diciembre de 2018. Su primera hija, Ripley Nightingale Davis, nació el 31 de marzo de 2020. Su segunda hija, Dorothy Lavender Davis, nació el 24 de enero de 2022.

### Carrera
Davis es conocido por su papel de Alaric Saltzman en The Vampire Diaries, donde interpreta a un profesor de historia que busca venganza contra los vampiros en las primeras temporadas, y en las más recientes es amigo de los mismos. También he hecho otros trabajos, como el de Warner Huntington III, novio de Elle Woods (Reese Witherspoon) en la comedia Legally Blonde (2001). Ha tenido otros papeles en Blue Crush (2002), Tigerland (2000) y Blood Rayne (2005). Fue uno de los actores de la película Pearl Harbor, en la que fue compañero de reparto de Josh Hartnett y Ben Affleck, entre otros.
En televisión, empezó en el drama de ABC What About Brian (2006-07) como Adam Hillman, y actualmente sigue trabajando en la serie de The CW Legacies.

## Filmografía

### Cine
| Año  | Título                   | Rol                         | Notas           |
| ---- | ------------------------ | --------------------------- | --------------- |
| 2000 | Tigerland                | Private Jim Paxton          |                 |
| 2000 | Urban Legends: Final Cut | Travis Stark / Trevor Stark |                 |
| 2001 | Pearl Harbor             | Joe                         | como Matt Davis |
| 2001 | Legally Blonde           | Warner Huntington III       |                 |
| 2002 | Lone Star State of Mind  | Jimbo                       |                 |
| 2002 | Blue Crush               | Matt Tollman                |                 |
| 2002 | Below                    | Odell                       |                 |
| 2003 | Something Better         | Skip                        |                 |
| 2004 | Seeing Other People      | Donald                      |                 |
| 2004 | Shadow of Fear           | Harrison French             | como Matt Davis |
| 2004 | Heights                  | Mark                        | como Matt Davis |
| 2005 | Into the Sun             | Sean Mack                   |                 |
| 2005 | BloodRayne               | Sebastian                   | as Matt Davis   |
| 2006 | Mentor                   | Carter                      |                 |
| 2006 | Bottoms Up               | Johnny Cocktail             | como Matt Davis |
| 2007 | Wasting Away             | Mike                        |                 |
| 2009 | Finding Bliss            | Jeff Drake                  | como Matt Davis |
| 2009 | S. Darko                 | Pastor John Wayne           |                 |
| 2010 | Waiting for Forever      | Aaron                       |                 |

### Televisión
| Año       | Título                              | Rol             | Notas                                                                                  |
| --------- | ----------------------------------- | --------------- | -------------------------------------------------------------------------------------- |
| 2006—2007 | What About Brian                    | Adam Hillman    | Papel principal, 24 episodios                                                          |
| 2008      | Law & Order: Special Victims Unit   | PJ              | Episodio: "Trade"                                                                      |
| 2009      | Limelight                           | David           | Película para televisión                                                               |
| 2009      | In Plain Sight                      | Lewis Folwer    | Episodio: "Rubble With A Cause"; as Matt Davis                                         |
| 2009—2010 | Damages                             | Josh Reston     | Recurrente, 5 episodios                                                                |
| 2009—2017 | The Vampire Diaries                 | Alaric Saltzman | Papel principal (temporada 1–3, 6–8); recurrente (temporada 4); invitado (temporada 5) |
| 2013      | Cult                                | Jeff Sefton     | Papel principal, 13 episodios                                                          |
| 2013—2014 | CSI: Crime Scene Investigation      | Sean Yeager     | 3 episodios; como Matt Davis                                                           |
| 2017—2018 | The Originals                       | Alaric Saltzman | Invitado especial (temporadas 4-5)                                                     |
| 2018—2022 | Legacies                            | Alaric Saltzman | Papel principal, serie de TV The CW                                                    |
| 2019      | Christmas Wishes & Mistletoe Kisses | Nick Sinclair   | Película de televisión (Hallmark)                                                      |